# Metaxaglaea inulta
Metaxaglaea inulta là một loài bướm đêm trong họ Noctuidae.